# Chastel-Nouvel
Chastel-Nouvel es una comuna francesa situada en el departamento de Lozère, en la región de Occitania.

## Demografía
| 330 | 289 | 345 | 467 | 565 | 626 | 918 |
| Para los censos de 1962 a 1999 la población legal corresponde a la población sin duplicidades (Fuente: INSEE [Consultar]) |     |     |     |     |     |     |